# Lars Knutzon

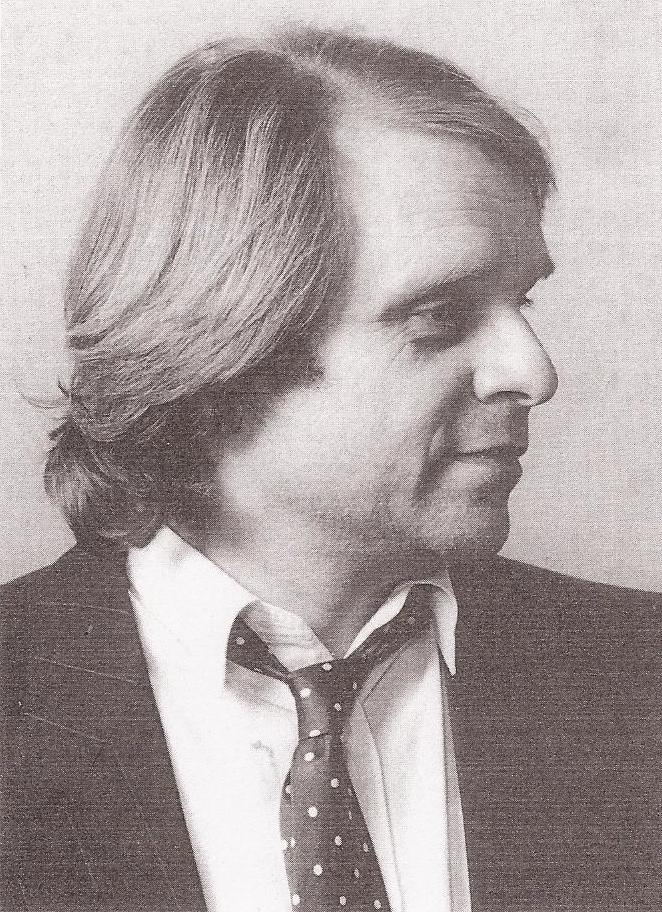
Lars Knutzon, 1990

Lars Knutzon (* 1. Oktober 1941 in Kopenhagen) ist ein dänischer Schauspieler und Regisseur.

## Leben
Lars Knutzon ist der Sohn des Schauspielers, Theaterregisseurs und Theaterleiter Per Knutzon und der Kabarettsängerin Lulu Ziegler. Er absolvierte 1967 an der Schauspielschule des Odense Teaters und war anschließend einige Jahre an diesem Theater tätig.
Knutzon wirkte danach viele Jahre als Schauspieler und Regisseur und an mehreren dänischen Theatern sowie hatte mehrere Auftritte in einer Vielzahl von verschiedenen Rollen im Fernsehen, auf Radio und im Film. Ebenso ist er als dänischer Synchronsprecher in Trick- und Animationsfilmen sowie in anderen Filmen tätig.
Auf der Bühne spielte er die Hauptrolle in Ein Sommernachtstraum (En Skærsommernatsdrøm), Wie es euch gefällt (Som Man Behager), Don Quixote, Koks i Kulissen, Warten auf Godot (Mens vi venter på Godot), Woyzeck, Slutspil und in Hamlet.
In dänischen Filmen und Fernsehserien hatte er unter anderem verschiedene Auftritte in John, Alice, Peter, Susanne og lille Verner, En stor familie, Ludo, Kald mig Liva, Bryggeren, Borgen – Gefährliche Seilschaften und in den Weihnachtsserien Nissebanden, Alletiders Nisse und Jul på Kronborg.
Von 1993 bis 1995 war er Theaterleiter am ABC Teatret.
Lars Knutzon ist der Vater der Dramatikerin Line Knutzon.

## Filmografie (Auswahl)

### Darstellung
- 1964: Gertrud
- 1965: Jensen længe leve
- 1969: Den gale dansker
- 1971–1972: Frokost
- 1975: Det gode og det onde
- 1976: Hjerter er trumf
- 1980: Verden er fuld af børn
- 1983: Med lille Klas i kufferten
- 1983: Kurt und Valde – Ganoven mit Charme (Kurt og Valde)
- 1984: Nissebanden
- 1984: Privatdetektiv Anthonsen (Anthonsen, Fernsehserie)
- 1989: Lykken er en underlig fisk
- 1993: Viktor og Viktoria
- 1993: Hjælp – Min datter vil giftes
- 1995: Kun en pige
- 1997: Das Auge des Adlers (Ørnens øje)
- 1999: TAXA
- 1999: Toast (Fernsehserie)
- 1998: I Wonder Who's Kissing You Now
- 1998: Albert und der große Rapollo (Albert)
- 1998: Der (wirklich) allerletzte Streich der Olsenbande (Olsen-bandens sidste stik)
- 1999: Manden som ikke ville dø
- 2000: Unit One – Die Spezialisten (Rejseholdet, Fernsehserie, 1 Folge)
- 2000: Neues von Pettersson und Findus (Pettson och Findus – Kattonauten, Stimme)
- 2001: En kort en lang
- 2004: Oh Happy Day
- 2005: Morgen, Findus, wird’s was geben (Pettson och Findus 3)
- 2009: Kuddelmuddel bei Pettersson & Findus (Pettson & Findus – Glömligheter, Stimme)
- 2010: Protectors – Auf Leben und Tod (Livvagterne)
- 2010–2013: Borgen – Gefährliche Seilschaften (Borgen, Fernsehserie, 22 Folgen)
- 2013: Otto er et næsehorn (Animationsfilm, dänische Stimme)
- 2013: Det grå guld
- 2013: MGP Missionen
- 2017: Tinkas Weihnachtsabenteuer (Tinkas juleeventyr, Fernsehserie)

### Regie
- 1990: Jul i den gamle trædemølle (Fernsehserie)
- 1998: Søs & Kirsten: LIVE i Kongeriget (Film)
- 2002: Arsenik og gamle kniplinger (Fernsehfilm)

### Drehbuch
- 1984: Pallesen Pilmark Show